# Igreja Católica em Gana
A Igreja Católica em Gana(em português brasileiro) ou no Gana(português europeu) é parte da Igreja Católica universal, em comunhão com a liderança espiritual do Papa, em Roma, e da Santa Sé. A Igreja Católica ganesa é normalmente descrita como "viva, dinâmica e rica de iniciativas". Há também um grande compromisso com o ecumenismo e o diálogo inter-religioso e a promoção do interesse pelo estudo e leitura da Bíblia.

## História
Os primeiros europeus desembarcaram o atual território ganês em 1471, e os missionários portugueses chegaram em 1482 e elevaram a primeira cruz em Sahama, local que depois tornou-se um importante centro comercial. Os esforços  missionários eram prejudicados pelo desenvolvimento do comércio de escravos enviados ao Brasil. Em 1573, chegaram os padres agostinianos, que construíram um convento e estabeleceram missões em outras localidades. Sucessivamente, chegaram os capuchinhos franceses, entre 1637 e 1684, que, devido à proibição das autoridades portuguesas, foram obrigados a abandonar a missão. Os dominicanos, que atuaram entre 1687 e 1704, embora esses esforços iniciais tenham sido seriamente prejudicados por hostilidades tribais, pela grande variedade de línguas nativas, pelo clima da região e o crescente comércio de escravos. A chegada de protestantes holandeses obrigou os missionários católicos a interromper a sua missão no país. Accra chegou a ter um padre africano de 1679 a 1682.

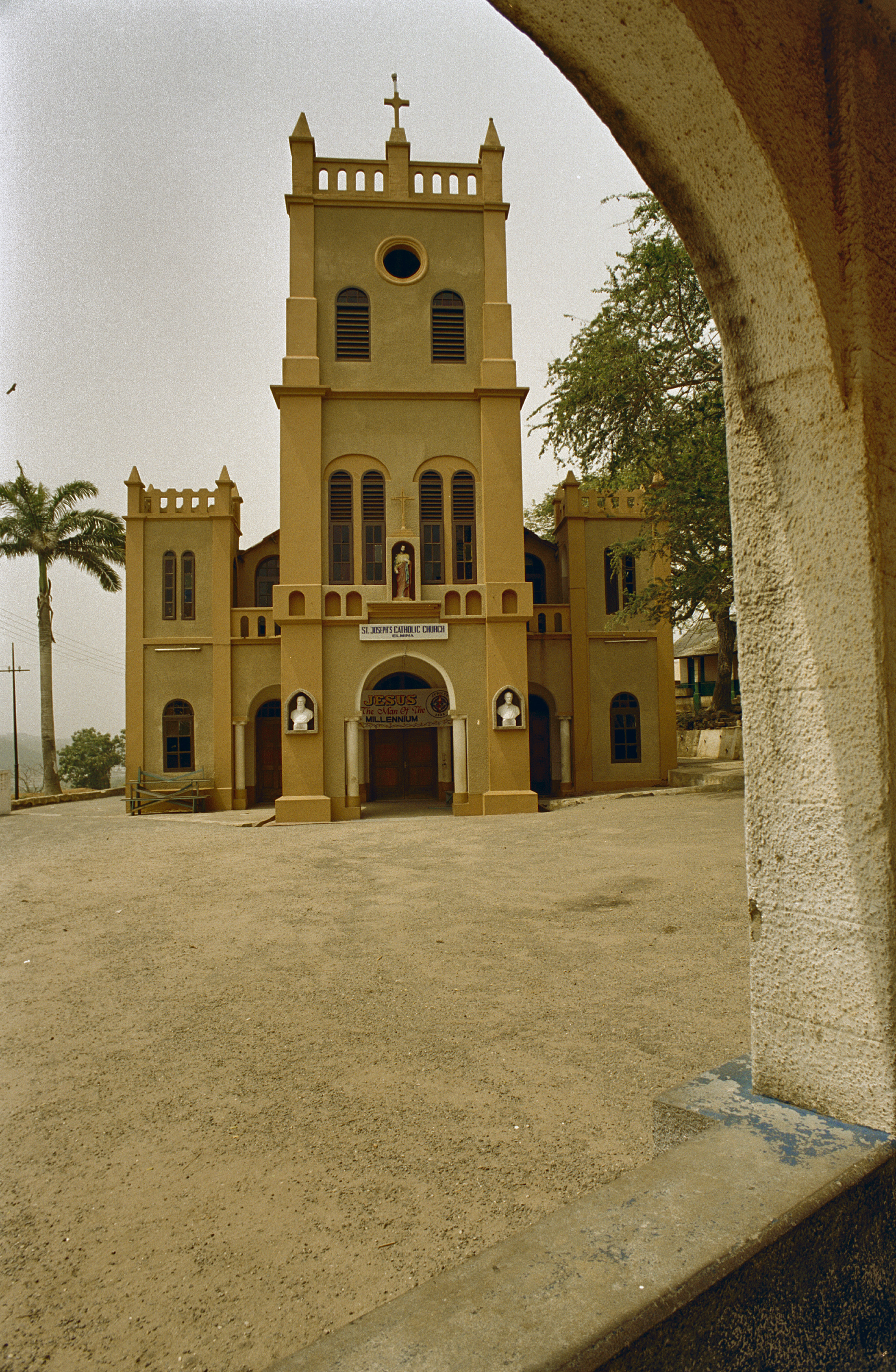
Fachada da igreja de São José, em Elmina

O Vicariato Apostólico das Duas Guinés, criado em 1842, incluía Gana. Na segunda metade do século XIX, foi retomada a evangelização católica da Costa do Ouro, e em 1879, foi erigida a Prefeitura Apostólica da Costa do Ouro e confiada à Sociedade das Missões Africanas (SMA ou também chamada de padres brancos). O trabalho missionário católico começou para valer em 1880, seguindo os esforços ativos de evangelização protestante já iniciada em 1737. Dois missionários da SMA desembarcaram em Elmina, em 18 de maio de 1880, data que a Igreja considera o início de seu verdadeiro trabalho missionário em Gana. Isso também foi afirmado por São João Paulo II, em sua jornada apostólica ao país, no ano de 1980, comemorando o centenário do início da evangelização em território ganês. Em 26 de dezembro de 1883, chegaram as duas primeiras religiosas da Congregação de Nossa Senhora dos Apóstolos, que, depois de um ano, abriram uma escola feminina. Em 29 de dezembro de 1890, foi abençoada em Elmina a primeira igreja dos tempos modernos, dedicada a São José.
Em 1885, a sede da Prefeitura Apostólica da Costa do Ouro foi transferido de Elmina a Cape Coast, à qual foi incorporada a região de Keta, 1894. Em 25 de maio de 1901, a Prefeitura Apostólica da Costa do Ouro foi elevada a Vicariato Apostólico, com o mesmo nome. Em 1906, os Padres Brancos vindos do Alto Volta (atual Burquina Fasso) iniciaram a obra missionária ao norte de Gana. Este território foi incorporado à Prefeitura Apostólica de Navrongo em 11 de janeiro de 1926 e em 26 de fevereiro de 1934 foi elevado a Vicariato Apostólico.
A primeira igreja da capital, Acra, foi construída em 1892 e a Prefeitura Apostólica de Acra foi erigida em 9 de dezembro de 1942, confiada aos Missionários do Verbo Divino. Em 1943, a Prefeitura Apostólica de Accra foi estabelecida e confiada à Missionários do Verbo Divino. Em 1950, com 300.000 católicos no país, a hierarquia foi estabelecida, com Cape Coast (antigo Vicariato da Costa do Ouro) como arquidiocese e sé metropolitana. A Conferência Episcopal Católica de Gana foi estabelecida em 1960.Em 1947, tornou-se Vicariato Apostólico. No dia 8 de dezembro de 1935, foram ordenados os primeiros sacerdotes ganeses étnicos. Em 1946, foi fundada a Congregação das Irmãs de Maria Imaculada.
Em 18 de abril de 1950, foi feita alteração nas divisões territoriais das dioceses ganesas: a Hierarquia na Costa do Ouro, com sede do Arcebispado Metropolita de Cape Coast e 4 dioceses sufragâneas: Acra, Keta, Kumasi e Tamale. Em de 7 março de 1957, Dom John Kodwo Amissah foi nomeado bispo auxiliar de Cape Coast e em 19 de dezembro de 1959 tornou-se o primeiro arcebispo africano de Cape Coast. Em 30 de maio de 1977 erigiu-se a Arquidiocese de Tamale, no norte do país, e suas dioceses sufragâneas eram Wa e Navrongo. Naquela ocasião, a Diocese de Navrongo passou a ser denominada Diocese de Navrongo–Bolgatanga. Em 6 de julho, também foi erigida a Arquidiocese de Acra, no leste do país, as dioceses sufragâneas eram Keta–Ho e Koforidua. Em 1999 duas novas dioceses são erigidas: Wiawso, em 22 de dezembro de 1999, e Yendi, em 16 de março de 1999.

## Atualmente

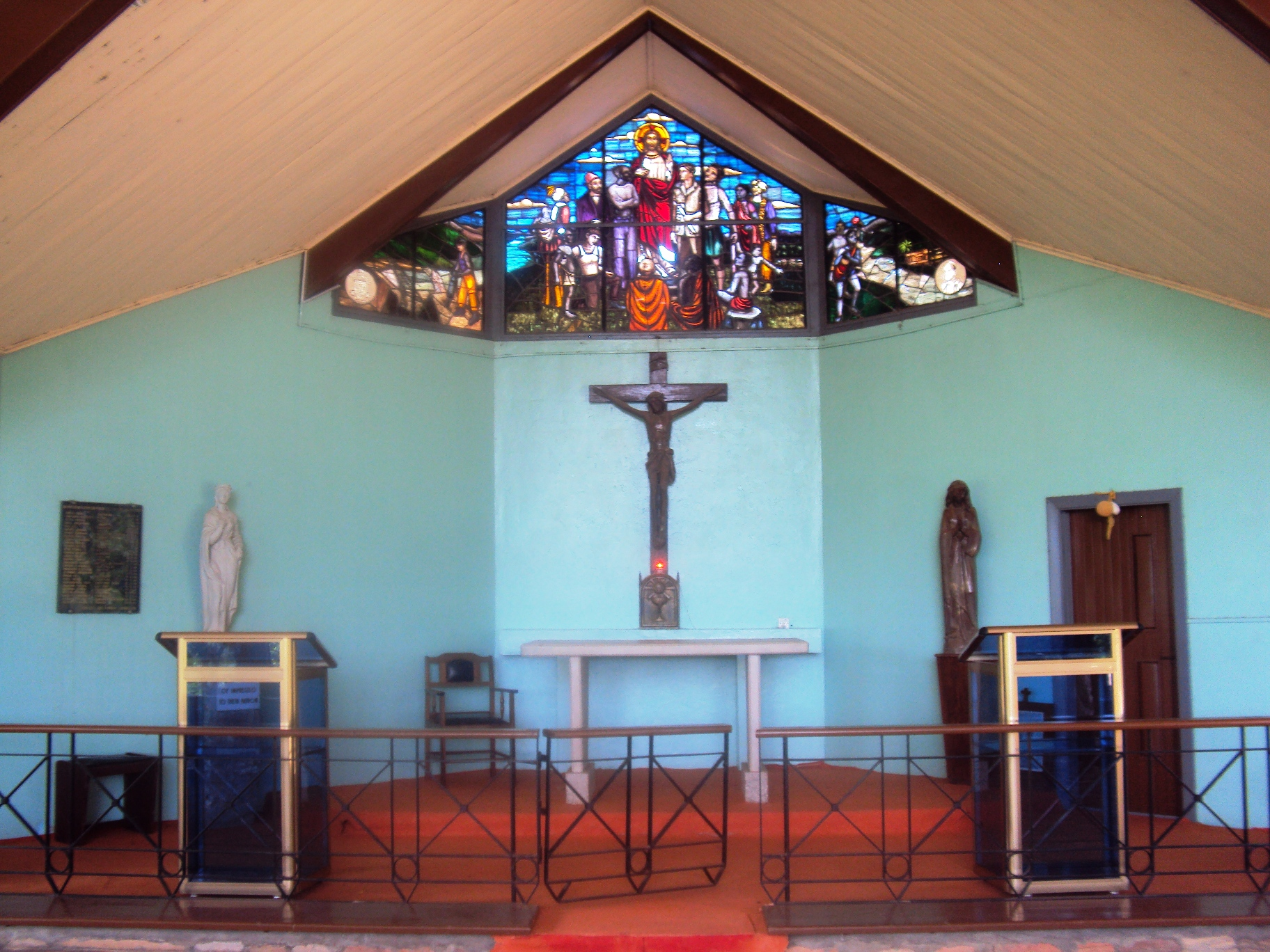
Interior da igreja de Santa Bárbara, em Akosombo

A Igreja Católica ganesa é normalmente descrita como "viva, dinâmica e rica de iniciativas". Há também um grande compromisso com o ecumenismo e o diálogo inter-religioso e a promoção do interesse pelo estudo e leitura da Bíblia e a formação dos agentes pastorais. Há muitas vocações sacerdotais e religiosas, o que resulta na ordenação de muitos padres e freiras. A Universidade Católica de Sunyani e o Instituto para a Formação Contínua são muito apreciados e atraem também religiosos e religiosas de outras partes da África. Foram organizados grandes eventos católicos em Gana nos últimos anos, que podem se exemplificados por:
- Congresso Eucarístico Nacional (janeiro de 1998)
- Congresso Pastoral Nacional (abril de 1998)
- Congresso Eucarístico Nacional (2005)
- várias celebrações de Sínodos diocesanos

Gana é um dos países mais estáveis politicamente na África, e isto se reflete na promoção dos direitos humanos fundamentais e no desenvolvimento econômico favorável. A fundação Ajuda à Igreja que Sofre (ACN) descreve as relações entre as diferentes comunidades religiosas ganesas como "exemplares", mesmo com os muçulmanos. O extremismo islâmico é raro no país. Em 22 de dezembro de 2001, O Papa João Paulo II criou a Arquidiocese de Kumasi, e as sufragâneas: Goaso, Konongo-Mampong, Obuasi e Sunyani. No Consistório de 21 de outubro de 2003, o Papa elevou Dom Peter Kodwo Appiah Turkson, arcebispo de Cape Coast, a cardeal, e no 24 de fevereiro de 2006, o Papa Bento XVI criou o Cardeal Dom Peter Poreku Dery, arcebispo emérito de Tamale.
Um dos problemas de Gana é a emigração em massa dos jovens, em especial para a Europa, e mais recentemente para a América do Sul. Os bispos do país apelaram a que os cidadãos não emigrem para a Europa, numa declaração conjunta em junho de 2016, que também foi assinada pelo Conselho Cristão de Gana. A declaração dizia: "Estamos entristecidos pelas notícias de muitos migrantes africanos que morrem nos desertos do norte da África e no Mar Mediterrâneo e apelamos aos estados e governos africanos para que instituam medidas proativas para conter esta tragédia". Segundo a própria Igreja, o apelo teve uma reação positiva, sobretudo a nível político. A ACN também afirmou em seu relatório que no país não houve violações significativas da liberdade religiosa, e que o fenômeno do aumento do jihadismo islâmico na África Ocidental ainda não se manifestou em Gana sob a forma de ataques violentos.
Em 2013, após a Renúncia do papa Bento XVI, o cardeal ganês Peter Turkson, era visto como o mais provável sucessor de Bento XVI, em casas de apostas do Reino Unido. Em entrevista coletiva em 2009, quando perguntado se achava que este era o momento certo para um negro assumir o papado, ele respondeu: "Por que não?".

### Papel social
A Igreja está muito presente na sociedade, fornecendo ajuda a problemas civis, como educação, justiça, paz, conflitos, migrações, prostituição e corrupção. Por esses motivos, o catolicismo ganês é bem visto dentro e fora do país. Em entrevista à Agência Fides, em 2017, Dom Jean-Marie Speich afirmou que a Igreja administra mais de 4.600 instituições de ensino, nos quais somente 25% dos estudantes são católicos, e que também detém 27% das estruturas de saúde do país, entre clínicas, hospitais e dispensários. Segundo dados do Anuário Estatístico de 2004, a Igreja Católica administrava em Gana naquele ano:
- 221 jardins de infância
- 1.093 escolas maternas com 110.976 alunos
- 1.971 escolas primárias com 440.570 estudantes
- 1.013 escolas secundárias e superiores com 222.546 estudantes
- 35 hospitais
- 75 dispensários
- 3 leprosários
- 3 asilos
- 8 orfanatos
- 16 consultórios familiares

## Organização territorial

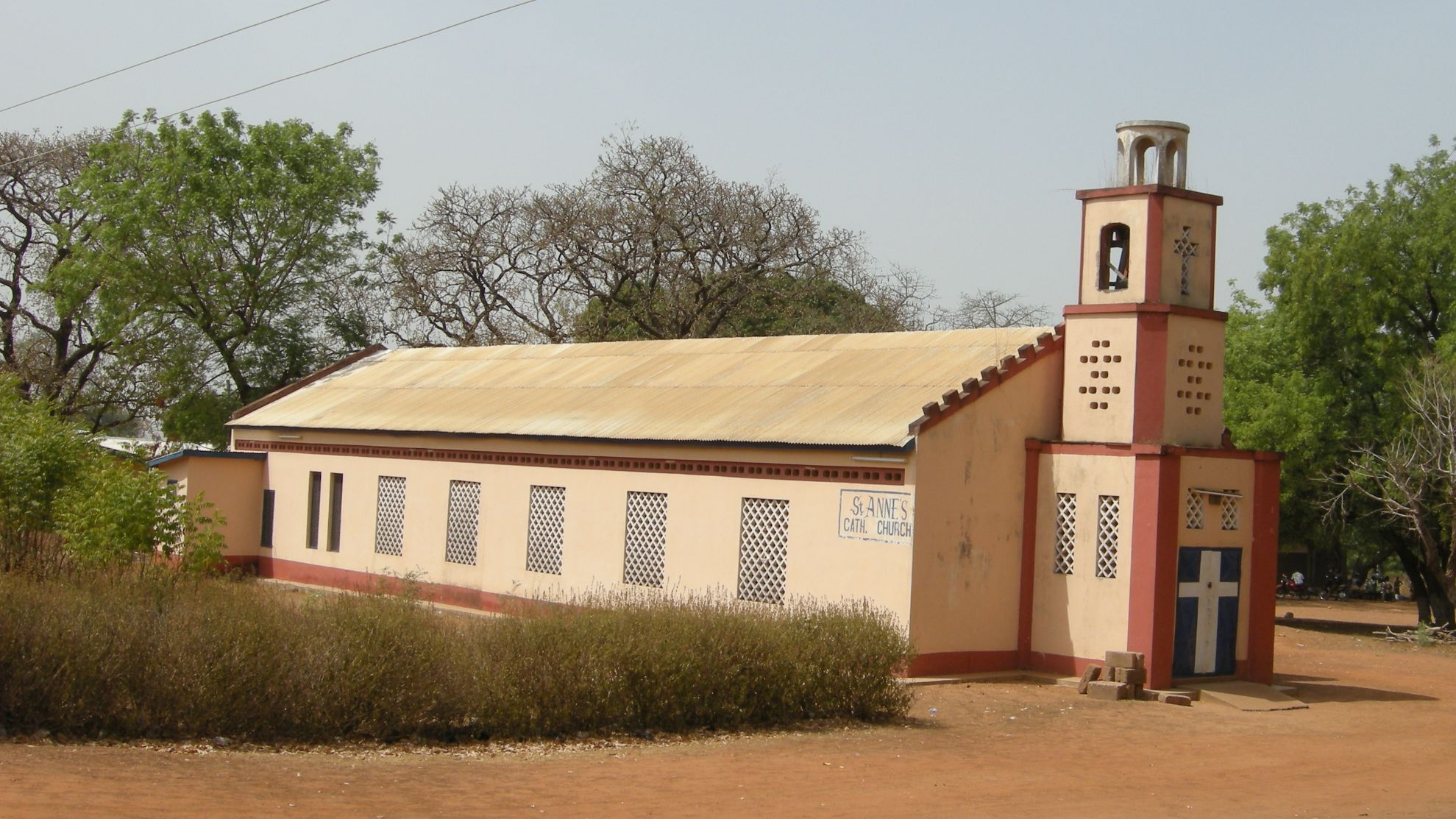
Catedral de Santana, em Damongo

O país possui atualmente 21 circunscrições eclesiásticas, sendo quatro arquidioceses, um vicariato apostólico e 16 dioceses, estando inclusa nestas a Eparquia da Anunciação de Ibadan, sediada na Nigéria e presente em diversos países africanos, incluindo Gana, e é voltada para os fiéis católicos que seguem o rito maronita.
- Arquidiocese de Acra
  - Diocese de Ho
  - Diocese de Jasikan
  - Diocese de Keta–Akatsi
  - Diocese de Koforidua
- Arquidiocese de Cape Coast
  - Diocese de Sekondi–Takoradi
  - Diocese de Wiawso
- Arquidiocese de Kumasi
  - Diocese de Goaso
  - Diocese de Konongo–Mampong
  - Diocese de Obuasi
  - Diocese de Sunyani
  - Diocese de Techiman
- Arquidiocese de Tamale
  - Diocese de Damongo
  - Diocese de Navrongo–Bolgatanga
  - Diocese de Wa
  - Diocese de Yendi
- Vicariato Apostólico de Donkorkrom
- Eparquia da Anunciação de Ibadan

## Conferência Episcopal
A Conferência dos Bispos de Gana reúne os bispos de todo o país, e foi criada em 1960.

## Nunciatura Apostólica
A Delegação Apostólica de Gana foi criada em 1973, sendo elevada a Pró-Nunciatura Apostólica entre 1976 e 1992, e esta por fim elevada a Nunciatura Apostólica de Gana no ano de 1993.
Por ocasião das comemorações dos 40 anos de estabelecimento das relações diplomáticas entre Gana e a Santa Sé, Dom Jean-Marie Speich, ex-Núncio Apostólico em Gana, afirmou à Agência Fides, "As relações entre a Santa Sé e Gana são excelentes e houve uma evolução positiva no decorrer dos anos", afirmando ainda a estima do Papa Francisco pelo país: "O Santo Padre considera Gana como um país capaz de ajudar os Estados vizinhos a crescer na democracia. O Santo Padre leva Gana em seu coração e reza para que o país cresça em paz, na democracia e na prosperidade, de modo a beneficiar os seus habitantes, e para que haja uma luta à corrupção, que prejudica com a economia", garantiu o Núncio.

## Visitas Papais
Em sua Jornada Apostólica à África, o então Papa João Paulo II, visitou Gana nos dias 8 e 9 de maio de 1980, celebrando missa na Catedral do Espírito Santo, na capital ganesa, Acra.

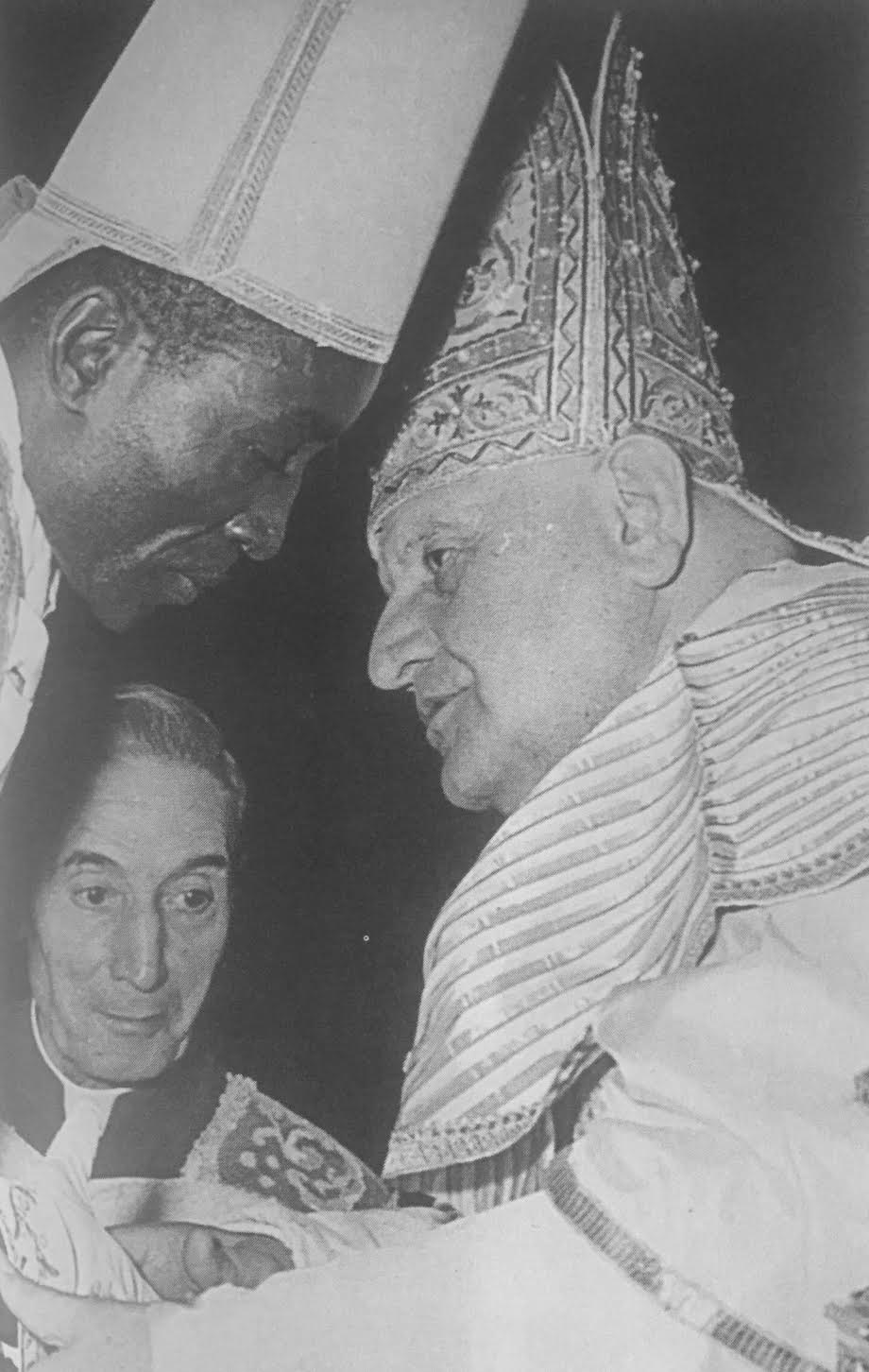
Cardeal Peter Poreku Dery, à esquerda, pode ser o primeiro santo ganês

| “ | Quando olho para a Igreja no Gana, não posso deixar de pronunciar uma palavra especial sobre a família. Como cada pessoa nasce na comunidade, a família constitui o fundamento sobre que todas as comunidades mais amplas são construídas. Seja cada família verdadeira "Igreja doméstica", comunidade em que o Senhor Jesus ocupe o lugar central, onde as crianças aprendam a conhecer e amar a Deus, e onde a oração seja a força que a une. Nesta comunidade de amor e de vida decide-se o futuro da sociedade e constrói-se a paz do mundo. E juntamente com os vossos Bispos, e com a Igreja em todas as partes do mundo, vós, fiéis do Gana — clero, religiosos, seminaristas e os leigos todos — sois chamados a viver na santidade e dar testemunho a Cristo, e a difundir a Boa Nova da salvação. A evangelização do mundo toca a cada um de vós. É obra do Espírito Santo; é Ele que dá testemunho a Jesus neste século e confirma todos os seus membros como testemunhas do Senhor Jesus e do seu Evangelho de amor. Todos vós, neste ano centenário de graça, sois chamados a ouvir as palavras de Cristo: "Brilhe a vossa luz diante dos homens, de modo que, vendo as boas obras, glorifiquem vosso Pai, que está nos Céus" (Mt 5, 16). Caríssimos irmãos e irmãs: eis a razão por que vim ao Gana: para dar testemunho a Cristo, que foi crucificado e ressuscitou da morte, para vos dizer a vós todos que nós partilhamos a missão comum de levar Jesus ao mundo. | ” |
|   | — Papa João Paulo II em sua visita a Gana. |   |

## Santos
Atualmente há apenas um ganês a caminho de ser beatificado, o cardeal morto na década de 90, Peter Poreku Dery. Se comprovado mais um milagre de Peter, ele será beatificado, ou seja, elevado de venerável a beato, e seria o primeiro de Gana.